# Otto-Erich Geske
Otto-Erich Geske (* 14. Juni 1931; † 26. November 2020) war ein deutscher Jurist und Staatssekretär in Hessen.

## Leben
Geske studierte von 1952 bis 1961 Rechtswissenschaften und Volkswirtschaft an der Universität Hamburg, der FU Berlin und der Georg-August-Universität Göttingen. 1961 legte er die Diplomprüfung für Volkswirte ab, 1957 folgte das erste und 1965 das zweite juristische Staatsexamen. 1959 wurde er in Göttingen zum Dr. jur. promoviert.
Er war 1967 wissenschaftlicher Assistent bei der SPD-Bundestagsfraktion und wechselte 1969 als Leiter des Ministerbüros in das Bundesfinanzministerium und 1972 als Leiter des Leitungsstabs in das Bundesverteidigungsministerium. Ab 1973 war er im Bundesfinanzministerium als Abteilungsleiter für Grundsatzfragen und ab 1974 als Abteilungsleiter für Finanzbeziehungen zu der EG, Ländern und Gemeinden sowie internationalen Finanzfragen tätig. Ab 1982 war er Ministerialdirektor im einstweiligen Ruhestand und Berater der SPD-Bundestagsfraktion für den Bereich öffentliche Finanzwirtschaft sowie Berater von Bundesländern für Prozesse vor dem Bundesverfassungsgericht in Finanzausgleichsfragen. 
1990 war Geske mit Genehmigung des Bundesfinanzministers Theo Waigel als Berater des DDR-Finanzministers Walter Romberg in Ost-Berlin, insbesondere für die Vorbereitung des Einigungsvertrages und des Aufbaus und der Finanzierung der neuen Länder und ihrer Gemeinden. Von 1991 bis 1994 war Geske Staatssekretär im Hessischen Finanzministerium. Im Zusammenhang mit der Entlassung des Geschäftsführers der Hessischen Lottogesellschaft wurden strafrechtliche Vorwürfe gegen ihn erhoben (Lottoaffäre), in deren Folge er 1994 von seinem Amt zurücktrat. Das Strafverfahren wurde später mit Zustimmung der Staatsanwaltschaft auf Kosten der Staatskasse, die auch die notwendigen Auslagen Geskes zu tragen hatte, eingestellt.
Er ist in Hannover beigesetzt.